# Питна вода

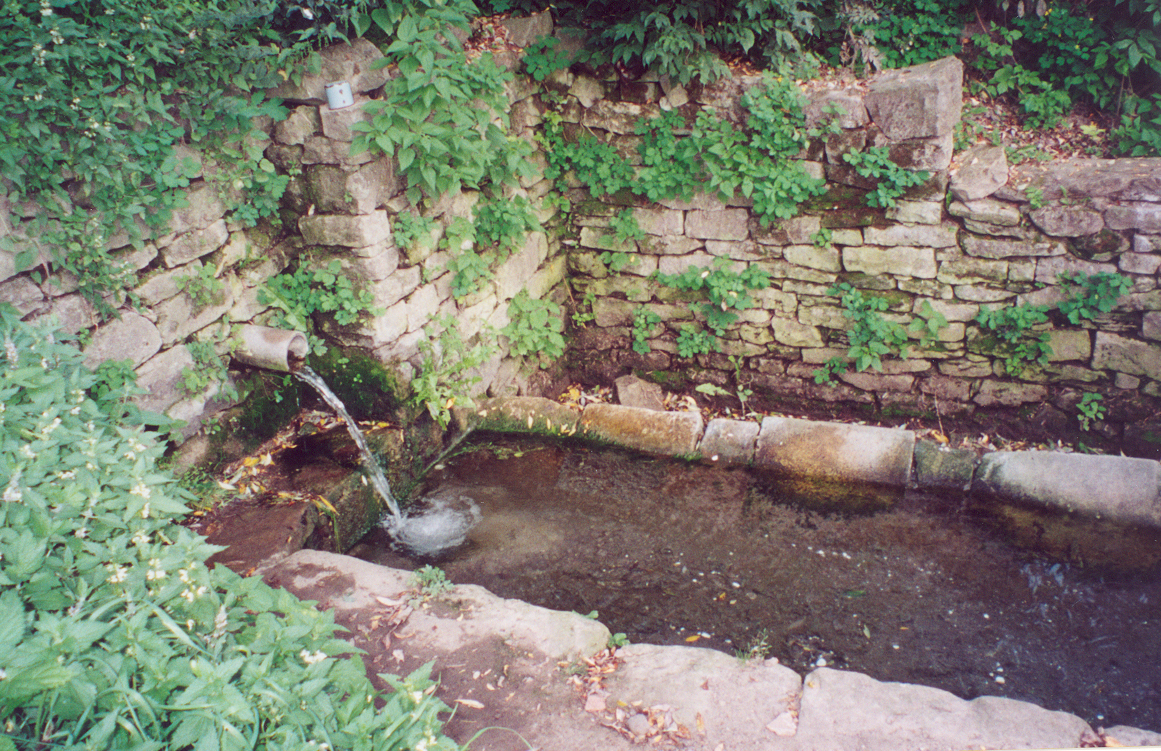
Шипіт — підземне джерело водопостачання в селі Дзигівка

Питна вода — вода, безпечна в епідемічному та радіаційному відношенні, має сприятливі органолептичні властивості та нешкідливий хімічний склад.
Питна вода є стратегічним ресурсом, доступ до якого безпосередньо впливає на здоров’я населення, сталий розвиток та національну безпеку країн. У багатьох регіонах світу нестача прісної води набуває системного рівня. Згідно з оцінками міжнародних організацій, до 2030 року приблизно 45 % країн світу можуть зіткнутися з нестачею водних запасів, придатних для споживання.
2025 року, уряд Нідерландів офіційно визнав наявність нестачі прісної води, попри те, що країна зазвичай вважається однією з найбільш забезпечених водою у світі. За словами голландського комісара, країна «перебуває в стані заперечення» щодо розмаху проблеми, а наявні технічні рішення вже не здатні повністю врівноважити наслідки кліматичних змін. Зростання температур, зменшення стоку річок у літній період та проникнення солоної води вглиб території, створюють системні виклики для забезпечення населення питною водою.
Україна за обсягами прісної води на душу населення перебуває серед країн з обмеженим ресурсом, а якість води у низці регіонів не відповідає гігієнічним стандартам. З урахуванням руйнувань інфраструктури, спричинених воєнними діями, питання доступу до питної води набуло особливої гостроти.
Водночас, у світовому вимірі, вода дедалі частіше розглядається як джерело міждержавної напруги. Зокрема, військовий конфлікт між ядерними державами — Індією та Пакистаном у липні 2025 року, частина дослідників тлумачать як пов'язаний із суперечностями щодо розподілу водних ресурсів річкової системи Інд.

## Ознаки питної води
- Мінералізація води (сухий залишок) згідно з нормативними вимогами[1] не повинна перевищувати 1 г/дм3, але може бути 1,5 г/дм3 — за погодженням з головним санітарним лікарем відповідної адміністративної території України. Водночас, за показником фізіологічної повноцінності мінерального складу води — оптимальною є мінералізація 0,2-0,5 г/дм3. Для посушливих районів світу вода може вважатися доброю при мінералізації до 1 г/дм3, задовільною — від 1 до 2 г/дм3, допустимою для пиття — від 2 до 2,5 г/дм3, допустимою для пиття в крайніх випадках — від 2,5 до 3,0 г/дм3.
- Твердість води (вміст йонів кальцію та магнію) не повинна перевищувати 7 ммоль/дм3 кількості речовини еквівалента.
- Значення pH мусить бути в межах 6,5-8,5.
- Концентрація нітратного йона не повинна перевищувати 45-50 мг/дм3 (у перерахунку на азот — близько 10 мг/дм3).
- Важливе значення має характеристика мікробіологічного стану питної води (колі-індекс — не більше 3, колі-титр — не менше 300). Більшість країн Північної Америки та Європи постійно розробляють і удосконалюють більш жорсткі стандарти питної води, до того-ж пріоритетом для всіх країн є епідемічна безпека питної води[4][5][6].

Вода питна Законом України віднесена до харчових продуктів:
1. «Вода питна — харчовий продукт, придатний для споживання людиною»;
2. «Харчовий продукт — речовина або продукт (неперероблений, частково перероблений або перероблений), призначені для споживання людиною. До харчових продуктів належать напої (в тому числі вода питна) та будь-яка інша речовина, що навмисно внесена до харчового продукту під час виробництва, підготовки або обробки»[7].

Додаткові приклади застосування води (крім питних цілей) передбачають: використання в туалеті (промивання), в мийці (посуд) та для зрошування.
У питному водопостачанні підземні води мають значні переваги перед поверхневими, оскільки менше забруднені та відзначаються стабільнішими хімічними властивостями. Зокрема в Києві, за використання трьох джерел водопостачання (Десна, Дніпро, артезіанські води), частка підземних вод перевищує 15 %.

## Вступ

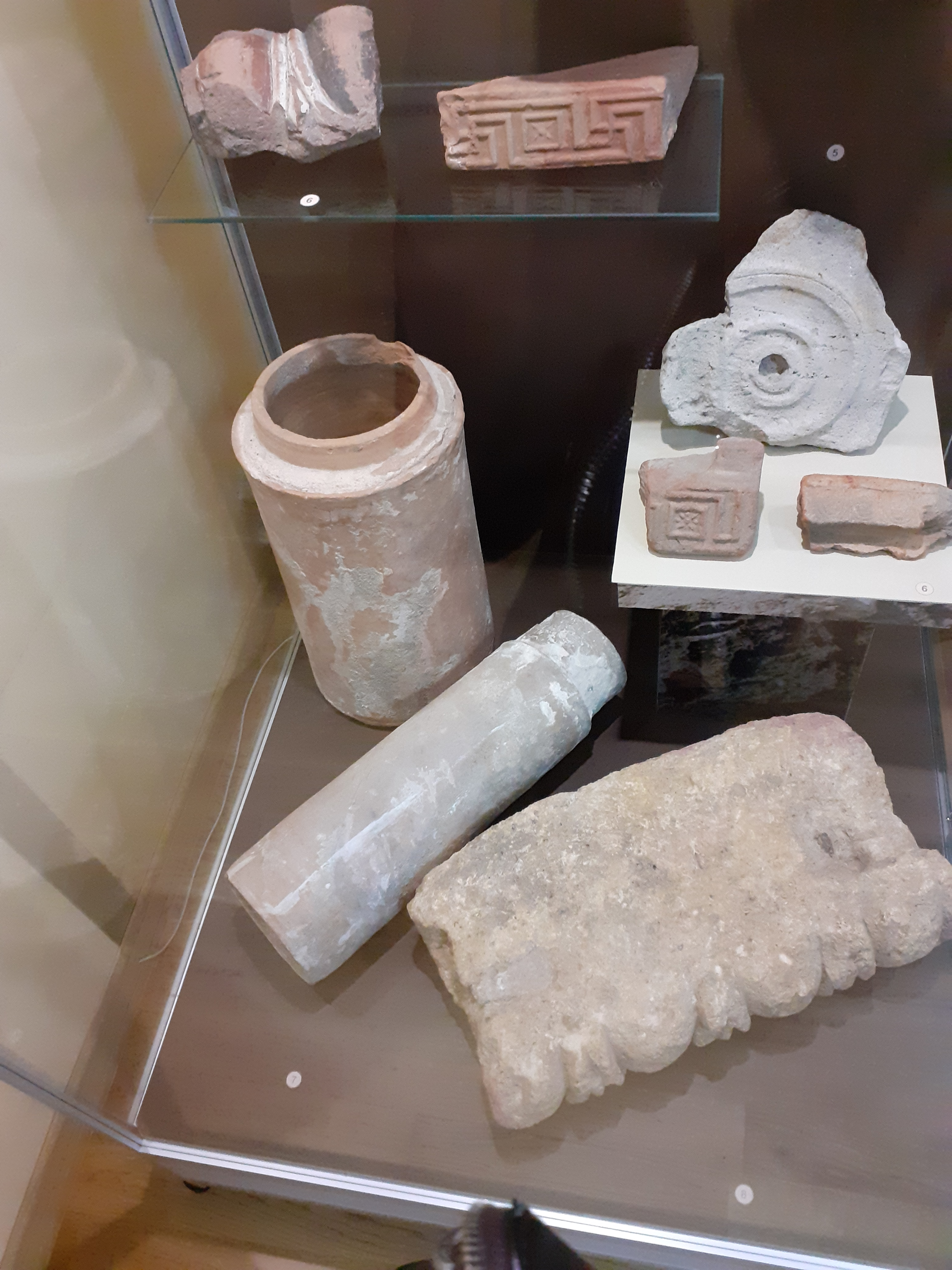
Ольвія, керамічні водопровідні труби, Миколаївський краєзнавчий музей

Кількість питної води, потрібна для підтримки здоров'я, залежить від рівня фізичної активності, віку, проблем зі здоров'ям та умов навколишнього середовища. Для тих, хто працює в жаркому кліматі, може знадобитися до 16 літрів на день. Для прикладу, у середньому американські домогосподарства споживають 70 літрів води на день. Здебільшого, у розвинених країнах водопровідна вода відповідає стандартам якості питної води, хоча лише невелика її частина, власне споживається або використовується для приготування їжі.
До 2015 року у всьому світі 89 % людей мали доступ до води із джерела, придатного для пиття — так званого покращеного джерела води. У країнах Африки на південь від Сахари, показник доступу населення до питної води, становив від 40 % до 80 %. Майже 4,2 мільярда людей у всьому світі були забезпечені водопровідною водою, а ще 2,4 мільярда — мали доступ до колодязів або громадських кранів. Всесвітня організація охорони здоров'я вважає доступ до безпечної питної води, основним правом людини.
Приблизно від 1 до 2 мільярдів людей у світі, не мають безпечної питної води. Вода може бути переносником хвороб. Від небезпечної води гине більше людей, ніж від війни. Про це заявив Генеральний секретар ООН Пан Гі Мун 2010 року. Країни третього світу найбільше страждають від нестачі води, повеней і якості води. До 80 відсотків захворювань у країнах, що розвиваються, є прямим наслідком недостатнього водопостачання та антисанітарії.
В серпні 2024 року, згідно з підсумками дослідження, що фінансувалося UK Aid від Управління закордонних справ, Співдружності та розвитку Великобританії (FCDO) на користь країн, які розвиваються (код програми 201880), стало відомо, що близько 4,4 мільярда людей, тобто 48 % населення Землі у 135 країнах з низьким і середнім рівнем доходу, не мають доступу до безпечної питної води, причому майже половина населення цих регіонів стикається з фекальним забрудненням водних ресурсів.

## Стандарти якості
Склад і властивості питної води в системах водопостачання України повинні відповідати вимогам ДСанПіН 2.2.4-171-10 «Гігієнічні вимоги до води питної, призначеної для споживання людиною», затвердженим Міністерством охорони здоров'я 12.05.2010 року, що набрали чинності 01.07.2010 р..

Відсоток населення, яке використовує безпечну питну воду, за країнами. Світова карта щодо МСР 6 (Мета сталого розвитку 6) — показник 6.1.1, 2015 року: «Частка населення, яке користується послугами питної води з безпечним керуванням»

Показники якості питної води поділяються на три загальні підрозділи:
- хімічні;
- мікробіологічні;
- фізичні.

Хімічні властивості охоплюють: концентрації шкідливих речовин в цілому і важких металів зокрема, сліди органічних сполук, загальну мінералізацію води. Хімічні показники стосуються ризику шкоди здоров'ю людини через накопичення в організмі важких металів та інших сполук: переважна більшість шкідливих речовин за перевищення гранично допустимих концентрацій, чинить негативний вплив на життя та здоров'я людини.
Мікробіологічні показники епідемічної безпеки стосуються коліформних бактерій, кишкової палички, а також певних видів патогенних бактерій (як от холерний вібріон), вірусів і найпростіших паразитів, перевищення яких може призвести до виникнення інфекційних хвороб у людини.
Фізичні властивості води визначаються органолептичними показниками, як от смак та присмак, забарвленість, запах і каламутність питної води, що сприймаються органами чуття. Відповідно до стандартів якості питної води України, кожен органолептичний показник не має перевищувати встановлену граничну межу у балах, градусах чи нефелометричних одиницях каламутності (НОК), натомість згідно зі стандартами якості питної води в Євросоюзі та США, органолептичні показники питної води не мають жорстко встановлених рамок і умовно поділяються на прийнятні та неприйнятні для споживачів.

## Стандарти для відбору проб води в Україні
В Україні дослідження проб води з джерел господарсько-питного водопостачання (для оцінки їхнього стану) здійснюється згідно вимог ГОСТ 2761-84 «Джерела централізованого господарсько-питного водопостачання» та СанПіН 4630-88 «Санітарні правила і норми охорони поверхневих вод від забруднень» (нормативний документ скасований); а проб, власне, питної води — згідно з вимогами ДСанПіН 2.2.4-171-10 «Гігієнічні вимоги до води питної, призначеної для споживання людиною», затвердженими Мінохорони здоров'я 12.05.2010 р., введеними у дію 01.07.2010 року.

## Водопідготовка. Очищення і дезінфекція питної води
Велика частина води вимагає деякого типу водопідготовки перед вживанням, навіть вода з глибоких колодязів або джерел. Обсяг водопідготовки залежить від джерела води. Кілька великих міст світу, як от наприклад Крайстчерч (Нова Зеландія), мають доступ до загалом чистої води в достатньому обсязі, внаслідок чого водопідготовки сирої води не потрібно.

### Хлорування
Попри існування безхлорних методів знезараження, хлорування й досі (початок XXI століття) залишається найпоширенішим способом дезінфекції питної води. У світі для водопідготовки застосовують або чистий хлор або хлоровмісні препарати.

### Озонування
Озонування питної води є дієвим способом знезараження, але не таким дешевим, а від того не таким розповсюдженим, як хлорування чи обробка гіпохлоритом. Станом на 2018 рік у комунальному водогосподарстві України, озонування застосовувалося лише в м. Києві. Комерційні підприємства, які доправляють воду населенню, також застосовують технологію озонування для знезараження та збільшення строку безпечного зберігання. Так, перший досвід застосування озонаторів для обробки питної води озоном був запроваджений на початку 2000-х років, у Запоріжжі приватним підприємцем Баранніком В'ячеславом Миколайовичем. На сьогодні очолювана ним компанія ТОВ Дігідрол є єдиною компанією в Україні, яка має технічні умови на виробництво питної води, строк зберігання якої продовжено до 30 діб (проти стандартних 24 годин) завдяки застосуванню генераторів озону для обробки води питної.

### Інші способи
Високі адсорбційні та йонообмінні властивості глауконіту та гідробіотиту обумовлюють можливість їх застосування для очищення та пом'якшення води.[джерело?]
За надзвичайних подій, коли звичайні системи водопідготовки не працюють, вода від патогенних мікроорганізмів, які можуть бути вбиті або інактивовані, обробляється кип'ятінням. Проте, це вимагає багато теплової енергії, і може бути дуже обтяжливим для споживачів, особливо там, де важко зберігати кип'ячену воду в стерильних умовах і не є надійним способом вбити деяких цист паразитів, скажімо як Cryptosporidium або бактерії Clostridium.
Дуже дієвими та надійними консервантами питної води, а також знезаражувальними агентами, є розчини срібла отримані електрохімічним шляхом. Це є придатним проти всіх патогенних мікроорганізмів, збудників інфекційних хвороб, які передаються крізь воду. Срібні розчини повністю знищують збудників шигельозу, черевного тифу, паратифів, холери тощо. Дуже чутливими до срібла є стафілококи, стрептококи, пігментні бактерії, протеї, сальмонели, деякі найпростіші, рослинні й тваринні організми, наприклад синьо-зелені водорості.

## Сучасні проблеми питної води та її джерел
Поверхневі води мають впорядковану молекулярну структуру завдяки тому, що ці води вільно плинуть поверхнею, співдіють з сонцем, повітрям і насичуються киснем. Але натомість озера і річки схильні до мікробіологічного забруднення, мають дуже різний і непередбачуваний хімічний склад внаслідок потрапляння в них відходів життєдіяльності, стоків промислових підприємств, радіоактивних опадів тощо.
Як виявилося, станом на 2024 рік, за даними МОЗ України, в Україні немає води тієї якості, яка б відповідала європейським стандартам на питну воду. Через це, якщо Україна запровадить у себе стандарти ЄС щодо якості води, то вийде, що в нас питної води немає, а є лише технічна.

### Підземні води
Підземні води вважаються вільними від бактеріологічного забруднення, однак більш дрібні мікроорганізми — віруси, мають здатність просочуватися крізь ґрунт до підземних резервуарів води. Крім цього, дуже часто артезіанські води, перенасичені солями неорганічної природи, внаслідок чого засмічують організм і вони геть позбавлені кисню.

### Водопровідні води
Водопровідні води являють собою доочищені води з поверхневих і підземних джерел. У сучасних містах їхня якість контролюється державними лабораторіями, які проте, мають досить широкі рамки для віднесення вод до розряду питних. До того-ж, комунальні водопідготовчі станції повсюдно застосовують найдешевші технології доочистки в поєднанні з рясним хлоруванням. Крім названих проблем, водопровідна вода схильна також, до вторинного забруднення на шляху до споживача, оскільки проходить по багаторічних міських комунікаціях (іржавих трубах) і там же втрачає свою природну молекулярну впорядкованість, перебуваючи в замкнених просторах і багаторазово різко повертаючи на 90 градусів.

### Води з магазинів
Зважаючи на нормативи якості та виробничі програми технологічного контролю, треба усвідомлювати, що для багатьох продавців і виробників, продаж води — це бізнес, в якому питання собівартості, часто визначає якість продукту та використовувані технології його отримання.

### Фільтровані води
Використання фільтрів місцевої доочистки може виявитися досить ефективним, за принципом: «хочеш зробити щось добре — зроби це сам». Однак, далеко не кожен володіє мінімально достатніми даними для того, щоби самостійно ухвалити правильне рішення з питань вибору відповідної технології та комплектації фільтра. На жаль, попри доступні та зрозумілі пересічному обивателю характеристики: колір, форма, ціна — важко зробити правильний вибір. Тим більше, що деякі «рішення» в цій галузі стосуються розряду більше «психологічного очищення» і насправді не очищують воду як слід.

## Важливі для життя і здоров'я показники питної води

### Хімічний склад (мінералізація)
Хімічний склад представляє воду з точки зору присутності в ній, розчинених на молекулярному рівні, хімічних елементів і їхніх з'єднань, переважно неорганічного складу. На державному рівні нормуються верхні межі наявності у воді таких елементів: загальне залізо, марганець, мідь, сульфати, сухий залишок, хлориди, цинк, алюміній, молібден, нітрати, нітрити, ртуть, свинець, ціаніди та інше (всього близько 60 показників).
Для класифікації вод за ступенем мінералізації, використовують такі позначення: ультрапрісні, прісні, води з підвищеною мінералізацією, солонуваті, солоні й розсоли. Однак навіть, води котрі вважаються прісними, можуть мати мінералізацію до 1000 міліграмів різних солей на 1 літр води. Природа цих домішок і перш за все — їхній неорганічний характер, обумовлює те, що найприйнятніші для людини в хімічному плані води — це якомога чистіші ультрапрісні води. Водночас повноцінною, питна вода може вважатися у тому разі, коли вона очищена від всього зайвого і містить лише корисні й потрібні людині мікроелементи. Так, наприклад, санітарні норми та правила, що визначають гігієнічні вимоги до води питної, призначеної для споживання людиною, серед показників фізіологічно повноцінного мінерального складу питної води виділяють лише ті основні речовини, які дійсно потрібні організму і беруть участь в основних обмінних процесах: йод, калій, кальцій, магній, натрій і фтор.

### Мікробіологічний склад (мікроорганізми)
Мікробіологічний склад визначає воду з точки зору присутності в ній різних форм життя з-поміж мікросвіту: загальне мікробне число, коліформи, E.coli, ентерококи, синьогнійна паличка, патогенні ентеробактерії, коліфаги, ентеровіруси, аденовіруси, ротавіруси, ізоспори, цисти лямблій, дизентерійні амеби, кишкові гельмінти та інше (всього близько 30 показників).
Санітарні норми й правила для всіх відомих патогенних, паразитарних форм життя і більшості інших мікробіологічних показників, передбачають їх повну відсутність. Через це, найкориснішою для людини або іншими словами — безпечною, є вода чиста в мікробіологічному плані, яка впродовж виробництва і зберігання, цілком позбавлена зараження і мікробіологічного забруднення.